# Diplomatieke vertegenwoordiging van Nederland bij de Heilige Stoel
Het Koninkrijk der Nederlanden heeft sinds 1944 een diplomatieke vertegenwoordiging bij de Heilige Stoel. Eerder was dit het geval van 1814 tot 1871 en van 1918 tot 1925. Tot 1967 werd Nederland vertegenwoordigd door een gezant, maar sindsdien door een ambassadeur.

## Geschiedenis
De vertegenwoordiging werd gevestigd in 1814, vlak na het ontstaan van Nederland als zelfstandige eenheidsstaat. Na de Inname van Rome en de eenwording van Italië in 1870 kwam er een einde aan de Kerkelijke Staat en territoriale macht van de paus. Voor het liberale Tweede Kamerlid Gerard Dumbar was dit aanleiding om in 1871 een amendement in te dienen om de post van de begroting te schrappen. Het amendement werd met 39 stemmen voor en 33 stemmen tegen aangenomen. Begin 1872 volgde de terugroeping.
Tijdens de Eerste Wereldoorlog vond er veel diplomatie in het Vaticaan plaats tussen oorlogvoerende landen. In 1915 besloot het liberale kabinet-Cort van der Linden daarom het gezantschap tijdelijk weer in te stellen, als 'luisterpost' voor het neutrale Nederland. In 1920 werd het omgezet van tijdelijk naar permanent gezantschap.
Voor orthodox-protestanten bleef het gezantschap een doorn in het oog. Daarom diende in 1925 de leider van de Staatkundig Gereformeerde Partij (SGP) Gerrit Hendrik Kersten een amendement in om het gezantschap te schrappen. Dit werd gesteund door oppositiepartijen en de protestantse regeringspartij Christelijk-Historische Unie (CHU). De zogenaamde Nacht van Kersten leidde tot de val van het kabinet-Colijn I en de afschaffing van het gezantschap in 1926.
Aan het begin van de Tweede Wereldoorlog werd een gezantschap weer relevant. De Amerikanen drongen daar in 1940 al op aan. Tijdens de oorlog bleek dit echter lastig voor de Nederlandse regering in ballingschap, onder meer omdat zij niet wist hoe het protestantse deel van de bevolking daar op zou reageren. Met name koningin Wilhelmina, die sowieso niet enthousiast was over het gezantschap, maakte zich daar zorgen om. Minister van Buitenlandse Zaken Eelco van Kleffens dreigde zelfs even met aftreden als het niet ingesteld werd. Uiteindelijk ging Wilhelmina akkoord en werd het gezantschap in 1944 opnieuw ingesteld.
Sindsdien hebben onder meer CHU, SGP en Democraten 66 (D66) op verschillende momenten geprobeerd de post weer af te schaffen, maar zonder succes.

## Lijst van vertegenwoordigers

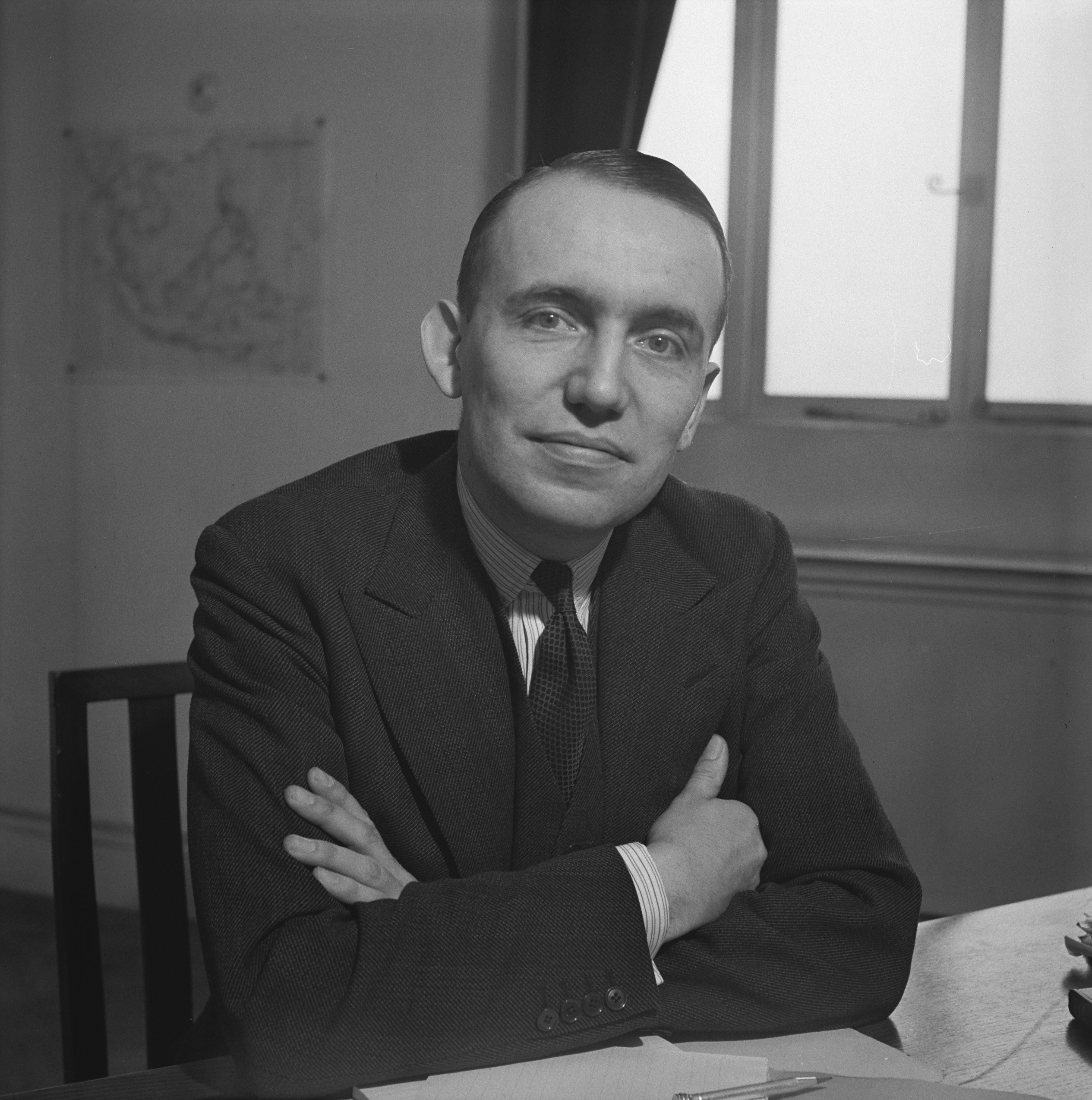
S.G.M. baron van Voorst tot Voorst in 1942

- Octaaf van Nispen tot Sevenaer (1915-1926)
- M.W. van Weede (1944-1954)[1]
- F.R.W.H.M.J. graaf de Marchant d'Ansembourg (1954-1967)[1]
- S.G.M. baron van Voorst tot Voorst (1967-1975)[1]
- J.I.M. Welsing (1975-1978)[1]
- Ir. J.L.H. Ceulen (1978-1983)
- Johan Anthony Beelaerts van Blokland (1983-1986)
- Mr Seger J.J. baron van Voorst tot Voorst (juni 1986-augustus 1991)[2]
- Mr Roland Hugo graaf Van Limburg Stirum (september 1991 – november 1995)
- Mr Reynier Flaes (december 1995 – augustus 1996)
- Mr Gijsbert Nicolaas Westerouen van Meeteren (september 1996 – september 2000)[2]
- Jaime de Bourbon de Parme (2014-2018)
- Caroline Weijers (2018-2022)
- Annemieke Ruigrok (2022-heden)